# Corneosclera
La corneosclera és la túnica més externa de les tres que existeixen en l'ull, formada per dues parts:
- Còrnia: transparent, la sisena part anterior de l'ull.
- Escleròtica: opaca i blanca, les cinc sisenes parts restants.

El plec de separació entre la còrnia i l'escleròtica s'anomena Limb esclerocornial.
Per sota hi ha l'úvea.